# Gunnesbo

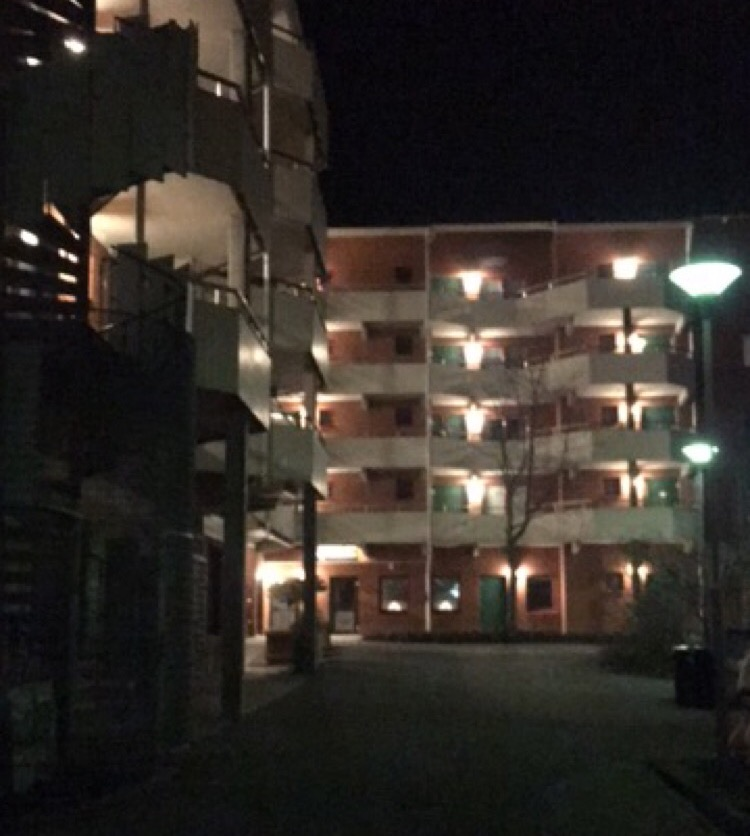
Gunnesbo Centrum

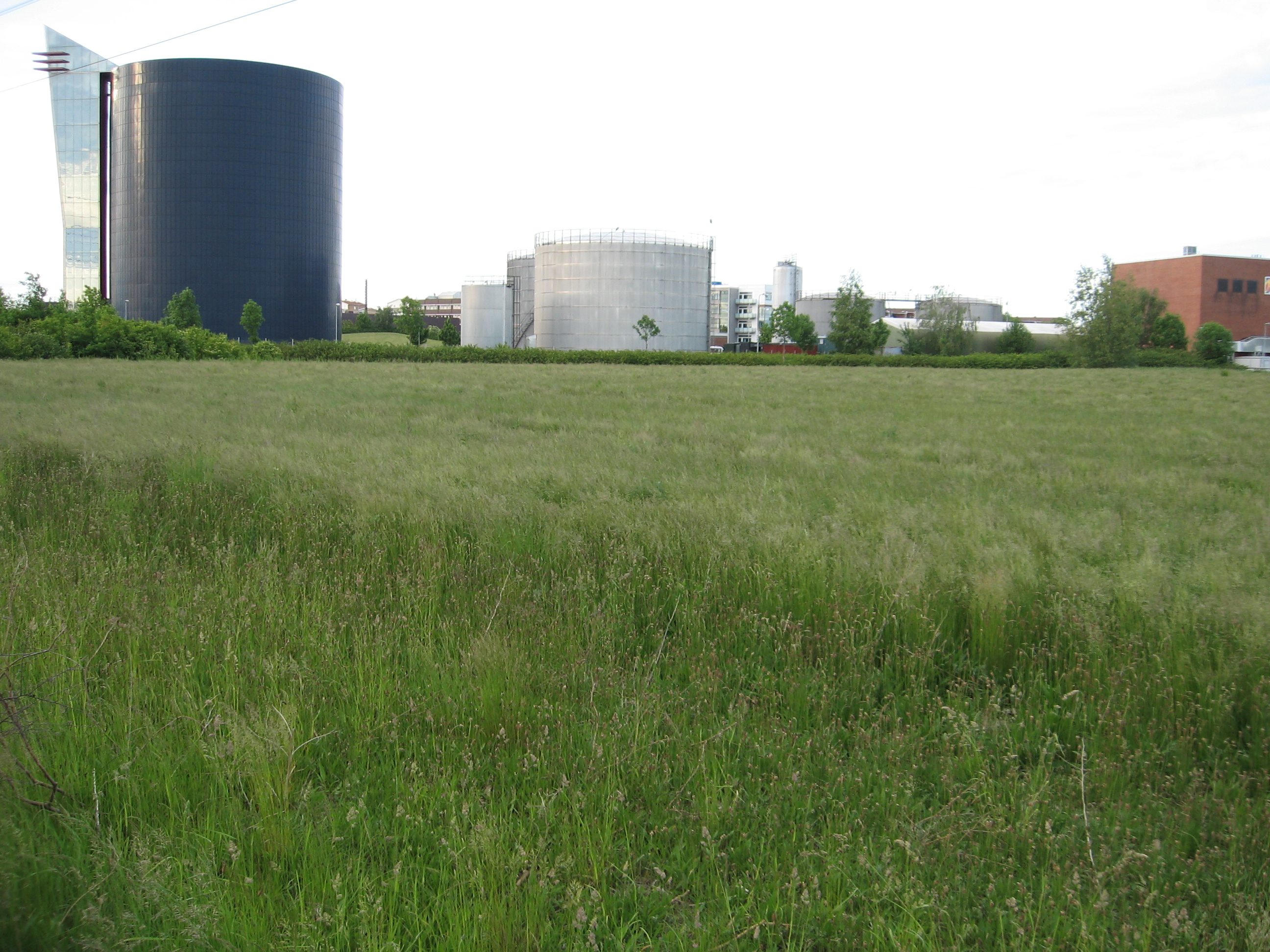
Hetvattenackumulator

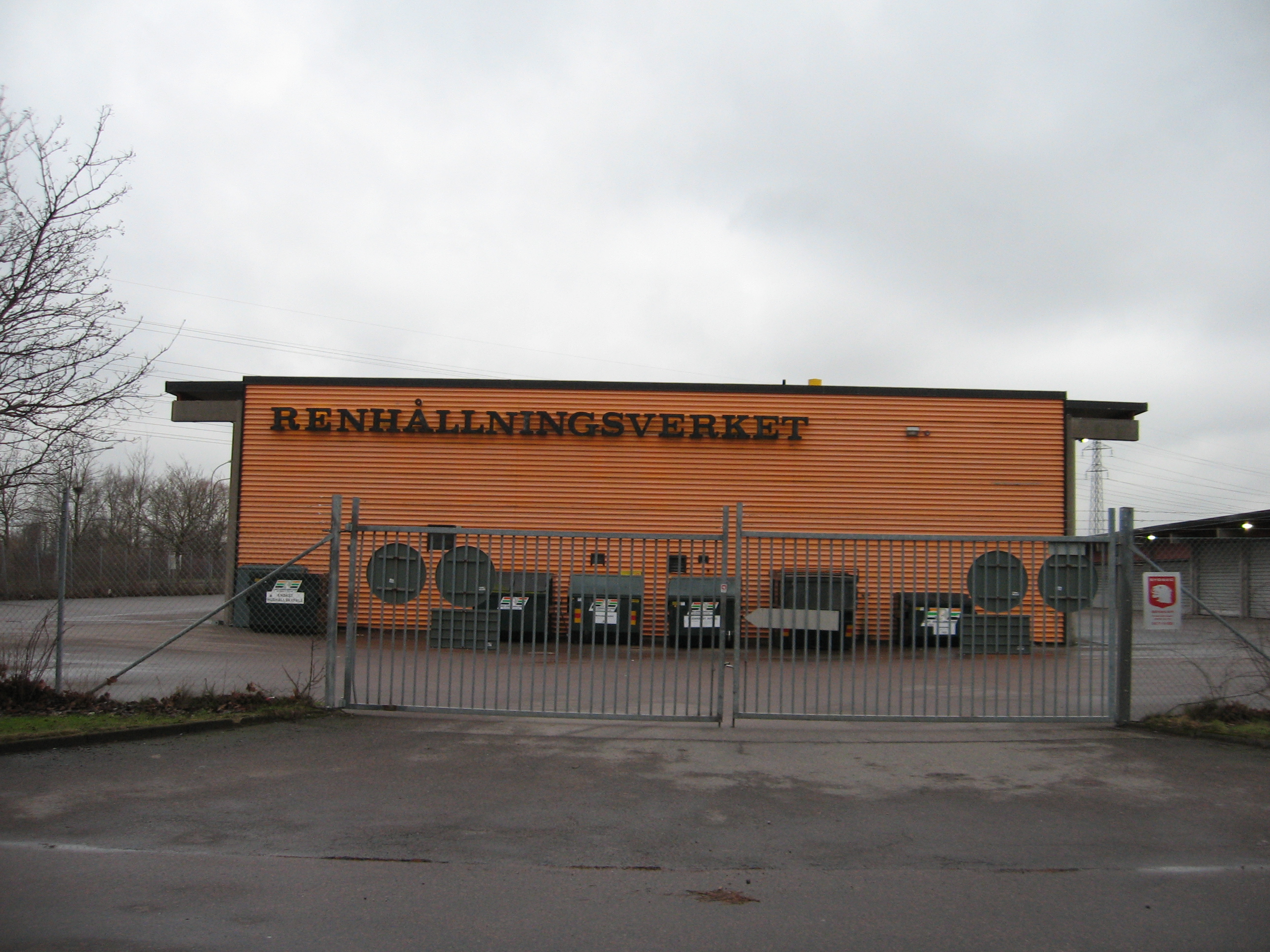
Renhållningsverket

Gunnesbo  är en stadsdel i nordvästra Lund.
Stora delar av bostadsområdet byggdes under slutet av 1970-talet under miljonprogrammet. Gunnesbo hade 2007 4 803 invånare. Gunnesbo är beläget norr om Norra Ringen och Fjelievägen (riksväg 16). I stadsdelen finns dels bostadsområden, dels ett industriområde, Gunnesbo företagsområde. Här finns också en av Lunds tre järnvägsstationer, Gunnesbo station som betjänas av Pågatågen.
Centralt i området finns Gunnesboskolan. I norra delen finns en 4H-gård och mellan den och järnvägen ligger en mosse. 
Kyrkligt hör Gunnesbo till Norra Nöbbelövs församling.

## Gunnesbo företagsområde
Största industri inom området är Alfa Laval. Andra företag som finns här är bland annat Studentlitteratur. Vidare finns en del butiker. Störst är livsmedelsbutikerna  ICA Maxi, som finns i den byggnad närmast Norra Ringen som kallas Mobilia Lund, samt Stora Coop. Under 2010 förändrades området i närheten. Bland annat tillkom då butikslokaler för Systembolaget och Stora Coop. Vidare byggdes tillfartsvägarna om med två nya cirkulationsplatser för att bättre hantera trafik till området och angränsande affärscentrum Nova Lund. Längst västerut finns även Lunds största värmeverk (Kraftringen) och en återvinningsstation (Sysav).

## Namnet
Namnet Gunnesbo kommer av en tidigare markägare, Sven Gunnar Hansson (1829-1905), och stadsdelen uppkallades efter honom av svärsonen Nils Ohlsson.

## Sport
Gunnesbo har ett fotbollslag, som heter Lunds BoIS. Likaså en handbollsförening vid namn KFUM Lundagård.